# Kasteel van Billy
Het Kasteel van Billy (Frans: Château de Billy) is een militaire vesting in het dorp Billy in het Franse departement Allier. Het is vanaf 1242 gebouwd en is lang eigendom geweest van het Huis Bourbon. Het versterkte stadje Billy maakte deel uit van het domein van het vorstenhuis Bourbon tot aan de Franse Revolutie. Kenmerken van het kasteel zijn de ovale kasteelmuur en de zeshoekige uitkijktoren, die uitkijkt over het dorp. De poort van het kasteel is indrukwekkend, evenals het uitzicht bij de wandeling over de zuidelijke muur.